# Luigi Delneri
Luigi Delneri, detto Gigi (Aquileia, 23 agosto 1950), è un ex calciatore ed ex allenatore di calcio italiano, di ruolo centrocampista.
In veste di tecnico ha legato il suo nome al Chievo dei miracoli, che sotto la sua guida ottenne la promozione in Serie A nel 2001 e all’esordio assoluto nella massima serie si classificò 5º ottenendo la qualificazione per la Coppa UEFA, in quella che è considerata una delle più grandi imprese nella storia del calcio italiano.

## Caratteristiche tecniche

### Allenatore
In tutta la sua carriera di allenatore ha sempre utilizzato il modulo tattico 4-4-2 a doppio mediano.

## Carriera

### Giocatore

Delneri all'Udinese a fine anni '70

Una lunga carriera da centrocampista, nella quale si ricorda la coppia di centrocampo con Nevio Scala al Foggia, i trascorsi con Udinese e Sampdoria (gioca 33 partite, realizza un unico gol nel derby della Lanterna della stagione 1980-1981, segnato su calcio d'angolo sotto la gradinata Sud). Dopo le brevi parentesi al Lanerossi Vicenza ed al Siena Calcio torna in Friuli, precisamente a Gorizia in serie C2 1983-84, dove trova il suo allenatore Edy Reja, ed ottiene una salvezza all'ultima giornata, battendo il Calcio Venezia. In quel 2-1 del 3 giugno 1984, mette pure la sua firma con un gol. Delneri finisce la sua esperienza a Oderzo nel 1985, quando il presidente Ettore Setten lo convince a diventare allenatore.

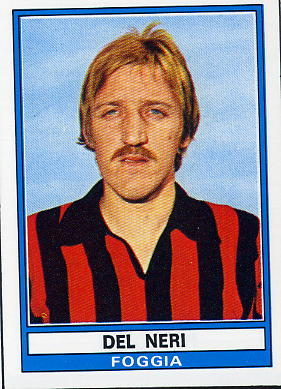
Delneri al Foggia nel 1973

In carriera ha totalizzato complessivamente 106 presenze e 7 reti in Serie A con le maglie di Foggia e Udinese e 163 presenze e 13 reti in Serie B nelle file di SPAL, Foggia, Novara, Udinese e Sampdoria, e ottenuto tre promozioni in massima serie (due col Foggia nelle stagioni 1972-1973 e 1975-1976 e una con l'Udinese nell'annata 1978-1979).

### Allenatore

#### Dai dilettanti alMiracolo Chievo
Dopo pochi mesi allena il Pro Gorizia, nel 1989 conduce il Partinicaudace al secondo posto nei dilettanti, nella stagione 1990-1991 ottiene il terzo posto col Teramo in Serie C2. Allena il Ravenna (vinse il campionato di C2 1991-1992), e sempre in C2 Novara per due stagioni, dal 1992 al 1994, Nocerina, dove in due annate vince un campionato di Serie C2 1994-1995 e raggiunge i play-off di Serie C1 l'anno successivo, perdendoli.
Nel 1996 gli è affidata la Ternana: dalla Serie C2 conduce il club umbro in Serie B, con due promozioni di fila e imbattibilità di 39 partite a cavallo dei campionati di Serie C2 1996-1997 e Serie C1 1997-1998. Dopo la vittoriosa finale play-off di Serie C1 di Ancona con la Nocerina, lascia la Ternana e va in Serie A con l'Empoli ma durante il ritiro con la squadra toscana nell'estate 1998, sorgono problemi anche tattici coi giocatori e la società, Delneri perciò non inizia neanche il campionato, venendo licenziato. Richiamato a stagione in corso in sostituzione di Antonello Cuccureddu alla Ternana in Serie B, è esonerato e sostituito da Vincenzo Guerini.
Nel 2000 Delneri è ingaggiato dal Chievo, squadra di un piccolo borgo veronese militante in Serie B. Ottiene subito la promozione in Serie A, giungendo terzo in Serie B 2000-2001, la prima nella storia dei clivensi, e nella stagione d'esordio in massima categoria fa dei gialloblù la squadra-rivelazione del campionato portandola, grazie a un gioco vivace ed efficace, a marciare inaspettatamente come capolista nel girone d'andata e a chiudere poi l'annata a un lusinghiero quinto posto, che vale il debutto europeo della piccola realtà veneta in Coppa UEFA. Nei tornei seguenti, con Delneri in panchina la compagine clivense raggiunge un settimo posto nel 2003, e un nono nel 2004.

#### La parentesi al Porto, Roma e Palermo
Nell'estate del 2004 è ingaggiato dalla società portoghese del Porto, allora campione d'Europa, ma il 7 luglio seguente viene licenziato, prima di inizio stagione ufficiale, a seguito di dissapori con i "senatori" dello spogliatoio della squadra. 
A settembre, dopo quattro giornate di campionato giocate, è ingaggiato dalla Roma in sostituzione del dimissionario Rudi Völler. Mantiene l'incarico sino al marzo successivo, quando si dimette dopo la sconfitta per 3-0 subita a Cagliari, la terza consecutiva dopo le precedenti per 1-2 con la Juventus e per 2-0 a Palermo. In ventiquattro gare di campionato con la Roma ottiene 34 punti e poche soddisfazioni.
Nell'estate del 2005 firma per il Palermo che allena fino a gennaio 2006, che dopo aver raggiunto la qualificazione ai sedicesimi di finale di Coppa UEFA, quando è esonerato dal presidente Maurizio Zamparini a seguito della sconfitta 1-3 subita ad opera del Siena in Serie A; Delneri dichiara che la sua esperienza a Palermo è stata un fallimento, anche a causa di incomprensioni con il presidente dei rosanero il quale, a distanza di quattro anni, ha ammesso di essersi sbagliato nel relazionarsi con l'allenatore di Aquileia.

#### Ritorno a Chievo, Atalanta
A ottobre 2006 è richiamato dal presidente Luca Campedelli, per cercare di risollevare il Chievo, in sostituzione dell'esonerato Giuseppe Pillon. La stagione si conclude con la retrocessione in Serie B e con il suo esonero.
Nella stagione 2007-2008 è sulla panchina dell'Atalanta dopo le recenti e deludenti esperienze. Durante il girone d'andata, l'Atalanta disputa un campionato buono stabilendosi in zona UEFA (fra il sesto e settimo posto) e chiude a quota 25 punti. Il girone di ritorno,  discontinuo, alterna ottimi risultati in casa (tra cui un 4-1 rifilato alla rivelazione Sampdoria di Walter Mazzarri e Antonio Cassano) e poche soddisfazioni nelle gare in trasferta con soli sette punti ottenuti. L'Atalanta conclude il campionato al nono posto con 48 punti, raggiungendo la salvezza con due giornate d'anticipo. Fra gli altri risultati, clamorosa è la doppia vittoria sul Milan.
Nel 2008-2009 Delneri disputa un campionato tranquillo stazionando sempre nelle posizioni di centro classifica. Da sottolineare la vittoria per 3-1 sull'Inter di José Mourinho poi campione d'Italia. La dirigenza, non più guidata da Ivan Ruggeri, dichiara di non voler andare oltre la salvezza. A poche settimane da fine stagione annuncia che non allenerà più la squadra bergamasca l'anno successivo. Termina la stagione all'undicesimo posto con 47 punti.

#### Sampdoria

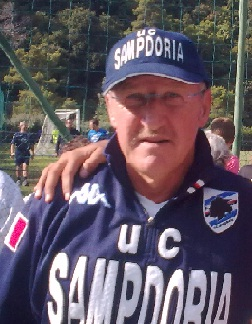
Delneri alla guida della Sampdoria nel 2009

Il 1º giugno 2009 la Sampdoria ufficializza l'ingaggio di Delneri da nuovo allenatore, con contratto di un anno. L'inizio di campionato dei blucerchiati, con quattro vittorie in altrettante gare, porta la squadra al primo posto solitario dopo sei giornate con, tra gli altri, la vittoria a Marassi con l'Inter campione d'Italia in carica. Le gare successive registrano un peggioramento nelle prestazioni dei genovesi e vedono Antonio Cassano relegato fuori rosa dall'allenatore, anche per un infortunio che sembra allontanare i due. Segue la risalita del club che porta al quarto posto solitario, che la Samp mantiene fino a fine campionato mettendo assieme il record societario di punti (67) nei tornei a venti squadre; Delneri, con 41 punti nel girone di ritorno, centra la qualificazione ai preliminari di Champions League, massima competizione che mancava alla squadra blucerchiata da diciotto anni. Da sottolineare anche l'imbattibilità casalinga durante la stagione. Il 17 maggio 2010 termina il rapporto di lavoro con la Sampdoria, che al suo posto ingaggia Domenico Di Carlo.

#### Juventus e Genoa
Il 19 maggio 2010 firma un contratto biennale che lo lega alla Juventus. Il 21 maggio 2011, al termine di quella che sarà la sua unica stagione sulla panchina bianconera, annuncia il suo addio al club piemontese (verrà sostituito da Antonio Conte nelle settimane seguenti) in seguito ai risultati negativi raccolti dalla squadra sia in campionato, settima come l'anno precedente, e, dopo vent'anni, non qualificata alle competizioni europee, sia in campo continentale, dove è stata eliminata nella fase a gironi dell'Europa League. L’ufficialità del divorzio arriva dieci giorni dopo, con una nota della società.
Il 24 ottobre 2012 è presentato come nuovo allenatore del Genoa sostituendo l'esonerato Luigi De Canio, diventando il sesto allenatore (dopo Paolo Tabanelli, Gipo Poggi, Roberto Lerici, Guido Vincenzi, Luigi Cagni), ad aver guidato entrambe le formazioni genovesi. Nelle sue prime 5 gare subisce 5 sconfitte consecutive. Il 20 gennaio 2013, a seguito della sconfitta interna con il Catania (0-2), è esonerato insieme al suo staff. Coi liguri, in 13 gare totali di campionato, ha ottenuto 2 vittorie, 2 pareggi e 9 sconfitte.

#### Verona e Udinese

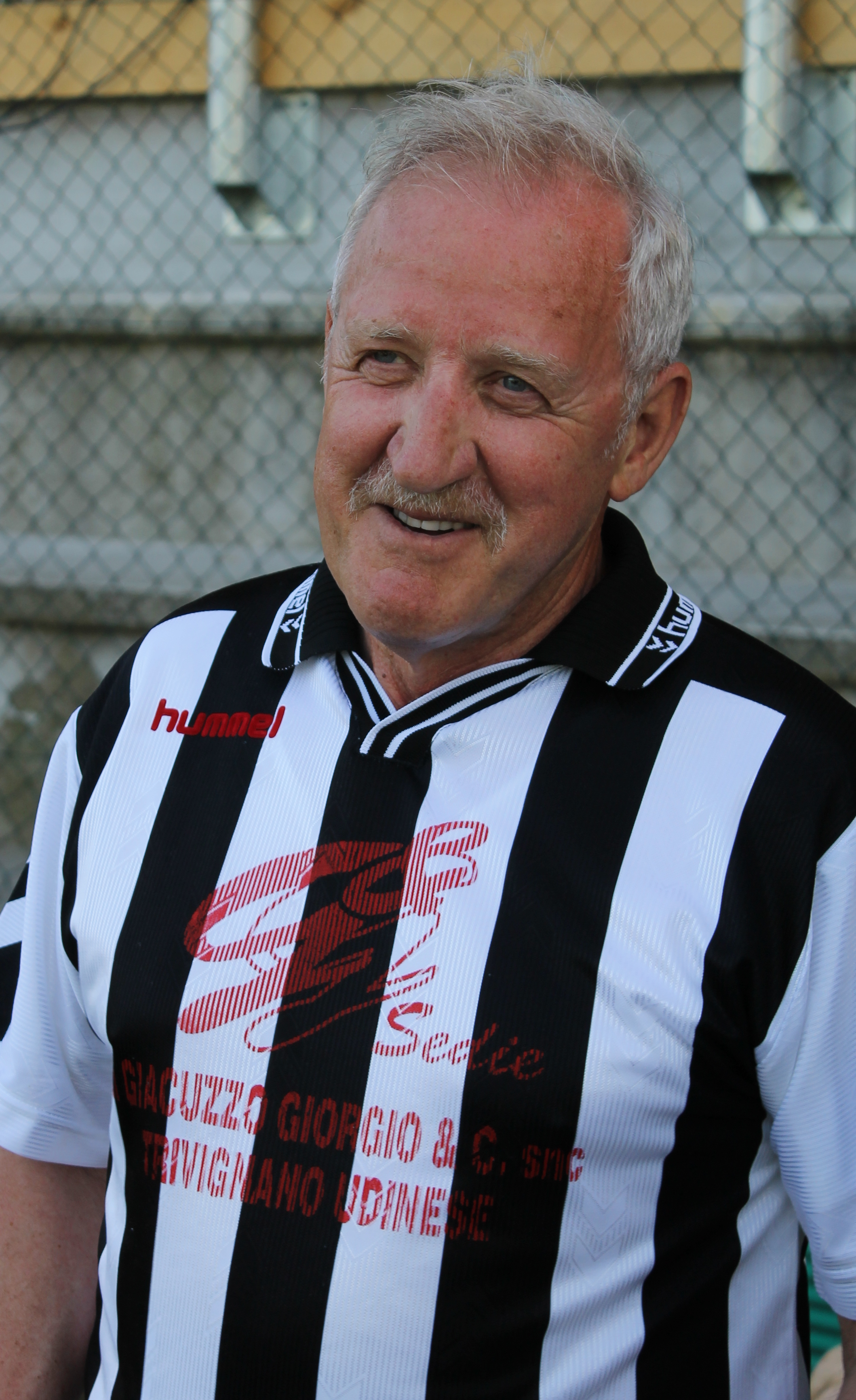
Delneri a una partita di vecchie glorie dell'Udinese nel 2019

Il 1º dicembre 2015 viene ingaggiato come allenatore dal Verona, al posto dell'esonerato Andrea Mandorlini, con la squadra all'ultimo posto della classifica; per la seconda volta nella sua carriera, dopo Genova, anche a Verona prende le redini dell'altra squadra della città. Il 23 maggio 2016, dopo la retrocessione in Serie B, la società scaligera comunica che il contratto del tecnico friulano non sarà rinnovato.
Il 3 ottobre 2016 sostituisce Beppe Iachini sulla panchina dell'Udinese, esordendo il 15 ottobre allo Juventus Stadium con una sconfitta per 2-1. Seguono due vittorie contro Pescara e Palermo. Sotto la sua guida la squadra bianconera disputa un campionato tranquillo, chiudendo al tredicesimo posto.
Nella stagione successiva viene esonerato alla tredicesima giornata con la squadra a soli tre punti dalla zona salvezza.

#### Brescia
Il 4 settembre 2020, dopo tre anni di inattività, viene ufficializzato come nuovo tecnico del Brescia, in Serie B. Il 6 ottobre seguente è esonerato dopo appena due partite di campionato, in cui ottiene un pareggio (1-1) e subisce una sconfitta (3-0), inframmezzata da una vittoria per 3-0 a tavolino in Coppa Italia.

## Statistiche

### Statistiche da allenatore
Statistiche aggiornate al 7 ottobre 2020. In grassetto le competizioni vinte.
| Stagione            | Squadra            | Campionato         | Campionato | Campionato | Campionato | Campionato | Coppe nazionali | Coppe nazionali | Coppe nazionali | Coppe nazionali | Coppe nazionali | Coppe continentali | Coppe continentali | Coppe continentali | Coppe continentali | Coppe continentali | Altre coppe | Altre coppe | Altre coppe | Altre coppe | Altre coppe | Totale | Totale | Totale | Totale | % Vittorie | Piazzamento       |
| Stagione            | Squadra            | Comp               | G          | V          | N          | P          | Comp            | G               | V               | N               | P               | Comp               | G                  | V                  | N                  | P                  | Comp        | G           | V           | N           | P           | G      | V      | N      | P      | %          | Piazzamento       |
| ------------------- | ------------------ | ------------------ | ---------- | ---------- | ---------- | ---------- | --------------- | --------------- | --------------- | --------------- | --------------- | ------------------ | ------------------ | ------------------ | ------------------ | ------------------ | ----------- | ----------- | ----------- | ----------- | ----------- | ------ | ------ | ------ | ------ | ---------- | ----------------- |
| 1985-1986           | LEO Oderzo         | Int.               | 30         | 9          | 12         | 9          | CI-Dil.         | 3+              | 1+              | 2+              | 0+              | -                  | -                  | -                  | -                  | -                  | -           | -           | -           | -           | -           | 33     | 10     | 14     | 9      | 30,30      | 9º                |
| 1986-1987           | Pro Gorizia        | Int.               | 30         | 11         | 13         | 6          | CI-Dil.         | 2               | 0               | 1               | 1               | -                  | -                  | -                  | -                  | -                  | -           | -           | -           | -           | -           | 32     | 11     | 14     | 7      | 34,38      | 5º                |
| 1987-1988           | Pro Gorizia        | Int.               | 30         | 15         | 11         | 4          | CI-Dil.         | ?               | ?               | ?               | ?               | -                  | -                  | -                  | -                  | -                  | -           | -           | -           | -           | -           | 30     | 15     | 11     | 4      | 50,00      | 2º                |
| 1988-1989           | Pro Gorizia        | Int.               | 34         | 10         | 19         | 5          | CI-Dil.         | 12              | 7               | 4               | 1               | -                  | -                  | -                  | -                  | -                  | -           | -           | -           | -           | -           | 46     | 17     | 23     | 6      | 36,96      | 5º                |
| Totale Pro Gorizia  | Totale Pro Gorizia | Totale Pro Gorizia | 94         | 36         | 43         | 15         |                 | 14              | 7               | 5               | 2               |                    | -                  | -                  | -                  | -                  |             | -           | -           | -           | -           | 108    | 43     | 48     | 17     | 39,81      |                   |
| 1989-1990           | Partinicaudace     | Int.               | 34         | 16         | 14         | 4          | CI-Dil.         | 6               | 4               | 0               | 2               | -                  | -                  | -                  | -                  | -                  | -           | -           | -           | -           | -           | 40     | 20     | 14     | 6      | 50,00      | 2º                |
| 1990-1991           | Teramo             | C2                 | 34         | 14         | 13         | 7          | CI-C            | 6               | 2               | 3               | 1               | -                  | -                  | -                  | -                  | -                  | -           | -           | -           | -           | -           | 40     | 16     | 16     | 8      | 40,00      | 3º                |
| 1991-1992           | Ravenna            | C2                 | 38         | 16         | 18         | 4          | CI-C            | 8               | 5               | 1               | 2               | -                  | -                  | -                  | -                  | -                  | -           | -           | -           | -           | -           | 46     | 21     | 19     | 6      | 45,65      | 1º (prom.)        |
| 1992-1993           | Novara             | C2                 | 34         | 13         | 15         | 6          | CI-C            | 2               | 0               | 0               | 2               | -                  | -                  | -                  | -                  | -                  | -           | -           | -           | -           | -           | 36     | 13     | 15     | 8      | 36,11      | 3º                |
| 1993-1994           | Novara             | C2                 | 34         | 12         | 15         | 7          | CI-C            | 4               | 2               | 1               | 1               | -                  | -                  | -                  | -                  | -                  | -           | -           | -           | -           | -           | 38     | 14     | 16     | 8      | 36,84      | 5º                |
| Totale Novara       | Totale Novara      | Totale Novara      | 68         | 25         | 30         | 13         |                 | 6               | 2               | 1               | 3               |                    |                    |                    |                    |                    |             |             |             |             |             | 74     | 27     | 31     | 16     | 36,49      |                   |
| ott. 1994-1995      | Nocerina           | C2                 | 26         | 14         | 8          | 4          | CI-C            | -               | -               | -               | -               | -                  | -                  | -                  | -                  | -                  | -           | -           | -           | -           | -           | 26     | 14     | 8      | 4      | 53,85      | Sub., 1º (prom.)  |
| 1995-1996           | Nocerina           | C1                 | 34+2       | 14         | 14+1       | 6+1        | CI-C            | 6               | 3               | 3               | 0               | -                  | -                  | -                  | -                  | -                  | -           | -           | -           | -           | -           | 42     | 17     | 18     | 7      | 40,48      | 3º                |
| Totale Nocerina     | Totale Nocerina    | Totale Nocerina    | 60+2       | 28         | 22+1       | 10+1       |                 | 6               | 3               | 3               | 0               |                    | -                  | -                  | -                  | -                  |             | -           | -           | -           | -           | 68     | 31     | 26     | 11     | 45,59      |                   |
| 1996-1997           | Ternana            | C2                 | 34         | 21         | 8          | 5          | CI-C            | 6               | 1               | 3               | 2               | -                  | -                  | -                  | -                  | -                  | -           | -           | -           | -           | -           | 40     | 22     | 11     | 7      | 55,00      | 1º (prom.)        |
| 1997-1998           | Ternana            | C1                 | 34+3       | 16+2       | 17+1       | 1          | CI-C            | 6               | 3               | 0               | 3               | -                  | -                  | -                  | -                  | -                  | -           | -           | -           | -           | -           | 43     | 21     | 18     | 4      | 48,84      | 2º (prom.)        |
| ago. 1998           | Empoli             | A                  | -          | -          | -          | -          | CI              | -               | -               | -               | -               | -                  | -                  | -                  | -                  | -                  | -           | -           | -           | -           | -           | -      | -      | -      | -      | -          | Eson.             |
| nov. 1998-gen. 1999 | Ternana            | B                  | 9          | 0          | 5          | 4          | CI              | -               | -               | -               | -               | -                  | -                  | -                  | -                  | -                  | -           | -           | -           | -           | -           | 9      | 0      | 5      | 4      | &0,00      | Sub., Eson.       |
| Totale Ternana      | Totale Ternana     | Totale Ternana     | 77+3       | 37+2       | 30+1       | 10         |                 | 12              | 4               | 3               | 5               |                    |                    |                    |                    |                    |             |             |             |             |             | 92     | 43     | 34     | 15     | 46,74      |                   |
| 2000-2001           | Chievo             | B                  | 38         | 19         | 13         | 6          | CI              | 3               | 2               | 0               | 1               | -                  | -                  | -                  | -                  | -                  | -           | -           | -           | -           | -           | 41     | 21     | 13     | 7      | 51,22      | 3º (prom.)        |
| 2001-2002           | Chievo             | A                  | 34         | 14         | 12         | 8          | CI              | 3               | 2               | 1               | 0               | -                  | -                  | -                  | -                  | -                  | -           | -           | -           | -           | -           | 37     | 16     | 13     | 8      | 43,24      | 5º                |
| 2002-2003           | Chievo             | A                  | 34         | 16         | 7          | 11         | CI              | 4               | 0               | 3               | 1               | CU                 | 2                  | 0                  | 1                  | 1                  | -           | -           | -           | -           | -           | 40     | 16     | 11     | 13     | 40,00      | 7º                |
| 2003-2004           | Chievo             | A                  | 34         | 11         | 11         | 12         | CI              | 2               | 1               | 0               | 1               | -                  | -                  | -                  | -                  | -                  | -           | -           | -           | -           | -           | 36     | 12     | 11     | 13     | 33,33      | 9º                |
| ago. 2004           | Porto              | PL                 | -          | -          | -          | -          | TP              | -               | -               | -               | -               | UCL                | -                  | -                  | -                  | -                  | SP+SU+CInt  | -           | -           | -           | -           | -      | -      | -      | -      | -          | Eson.             |
| set. 2004-mar. 2005 | Roma               | A                  | 24         | 9          | 7          | 8          | CI              | 3               | 2               | 0               | 1               | UCL                | 4                  | 0                  | 1                  | 3                  | -           | -           | -           | -           | -           | 31     | 11     | 8      | 12     | 35,48      | Sub., Dimis.      |
| 2005-gen 2006       | Palermo            | A                  | 22         | 6          | 8          | 8          | CI              | 3               | 1               | 1               | 1               | CU                 | 6                  | 4                  | 2                  | 0                  | -           | -           | -           | -           | -           | 31     | 11     | 11     | 9      | 35,48      | Eson.             |
| ott. 2006-2007      | Chievo             | A                  | 32         | 9          | 11         | 12         | CI              | 4               | 0               | 2               | 2               | -                  | -                  | -                  | -                  | -                  | -           | -           | -           | -           | -           | 36     | 9      | 13     | 14     | 25,00      | Sub., 18º (retr.) |
| Totale Chievo       | Totale Chievo      | Totale Chievo      | 172        | 69         | 54         | 49         |                 | 16              | 5               | 6               | 5               |                    | 2                  | 0                  | 1                  | 1                  |             |             |             |             |             | 190    | 74     | 61     | 55     | 38,95      |                   |
| 2007-2008           | Atalanta           | A                  | 38         | 12         | 12         | 14         | CI              | 1               | 0               | 0               | 1               | -                  | -                  | -                  | -                  | -                  | -           | -           | -           | -           | -           | 39     | 12     | 12     | 15     | 30,77      | 9º                |
| 2008-2009           | Atalanta           | A                  | 38         | 13         | 8          | 17         | CI              | 2               | 1               | 0               | 1               | -                  | -                  | -                  | -                  | -                  | -           | -           | -           | -           | -           | 40     | 14     | 8      | 18     | 35,00      | 11º               |
| Totale Atalanta     | Totale Atalanta    | Totale Atalanta    | 76         | 25         | 20         | 31         |                 | 3               | 1               | 0               | 2               |                    |                    |                    |                    |                    |             |             |             |             |             | 79     | 26     | 20     | 33     | 32,91      |                   |
| 2009-2010           | Sampdoria          | A                  | 38         | 19         | 10         | 9          | CI              | 2               | 1               | 0               | 1               | -                  | -                  | -                  | -                  | -                  | -           | -           | -           | -           | -           | 40     | 20     | 10     | 10     | 50,00      | 4º                |
| 2010-2011           | Juventus           | A                  | 38         | 15         | 13         | 10         | CI              | 2               | 1               | 0               | 1               | UEL                | 10                 | 4                  | 6                  | 0                  | -           | -           | -           | -           | -           | 50     | 20     | 19     | 11     | 40,00      | 7º                |
| ott. 2012-gen. 2013 | Genoa              | A                  | 13         | 2          | 2          | 9          | CI              | -               | -               | -               | -               | -                  | -                  | -                  | -                  | -                  | -           | -           | -           | -           | -           | 13     | 2      | 2      | 9      | 15,38      | Sub., Eson.       |
| dic. 2015-2016      | Verona             | A                  | 24         | 5          | 7          | 12         | CI              | 2               | 1               | 0               | 1               | -                  | -                  | -                  | -                  | -                  | -           | -           | -           | -           | -           | 26     | 6      | 7      | 13     | 23,08      | Sub., 20º (retr.) |
| ott. 2016-2017      | Udinese            | A                  | 31         | 10         | 8          | 13         | CI              | -               | -               | -               | -               | -                  | -                  | -                  | -                  | -                  | -           | -           | -           | -           | -           | 31     | 10     | 8      | 13     | 32,26      | Sub., 13º         |
| ago.-nov. 2017      | Udinese            | A                  | 12         | 4          | 0          | 8          | CI              | 1               | 1               | 0               | 0               | -                  | -                  | -                  | -                  | -                  | -           | -           | -           | -           | -           | 13     | 5      | 0      | 8      | 38,46      | Eson.             |
| Totale Udinese      | Totale Udinese     | Totale Udinese     | 43         | 14         | 8          | 21         |                 | 1               | 1               | 0               | 0               |                    | -                  | -                  | -                  | -                  |             | -           | -           | -           | -           | 44     | 15     | 8      | 21     | 34,09      |                   |
| set.-ott. 2020      | Brescia            | B                  | 2          | 0          | 1          | 1          | CI              | 1               | 1               | 0               | 0               | -                  | -                  | -                  | -                  | -                  | -           | -           | -           | -           | -           | 3      | 1      | 1      | 1      | 33,33      | Eson.             |
| Totale carriera     | Totale carriera    | Totale carriera    | 892        | 347        | 314        | 231        |                 | 94              | 42              | 25              | 27              |                    | 22                 | 8                  | 10                 | 4                  |             | -           | -           | -           | -           | 1 008  | 397    | 349    | 262    | 39,38      |                   |

## Palmarès

### Giocatore

#### Competizioni nazionali
- Campionato italiano di Serie B: 1

Udinese: 1978-1979
- Coppa Italia Serie C: 1

L.R. Vicenza: 1981-1982

#### Competizioni internazionali
- Coppa Mitropa: 1

Udinese: 1979-1980

### Allenatore

#### Club
- Campionato italiano Serie C2: 3

Ravenna: 1991-1992 (girone A)
Nocerina: 1994-1995 (girone C)
Ternana: 1996-1997 (girone B)

#### Individuale
- Panchina d'oro: 1

2001-2002
- Oscar del calcio AIC: 1

Migliore allenatore: 2002
- L'allenatore dei sogni: 1

2002
- Premio Gianni Brera allo sportivo dell'anno: 1

2003